# Gorenja Nemška vas
Gorenja Nemška vas je naselje u slovenskoj Općini Trebnju. Gorenja Nemška vas se nalazi u pokrajini Dolenjskoj i statističkoj regiji Jugoistočnoj Sloveniji. 

## Stanovništvo
Prema popisu stanovništva iz 2002. godine naselje je imalo 57 stanovnika.